# تشارلز دونكان ماكفيرسون
تشارلز دونكان ماكفيرسون هو سياسي كندي، ولد في 1877، وتوفي في 1970. انتخب عضو المجلس التنفيذي لمانيتوبا ‏.